# Claude-Nicolas Malapeau
Claude-Nicolas Malapeau, né à Paris en 1755 et mort le 25 mars 1803 (4 germinal an XI), est un dessinateur et graveur au burin français.

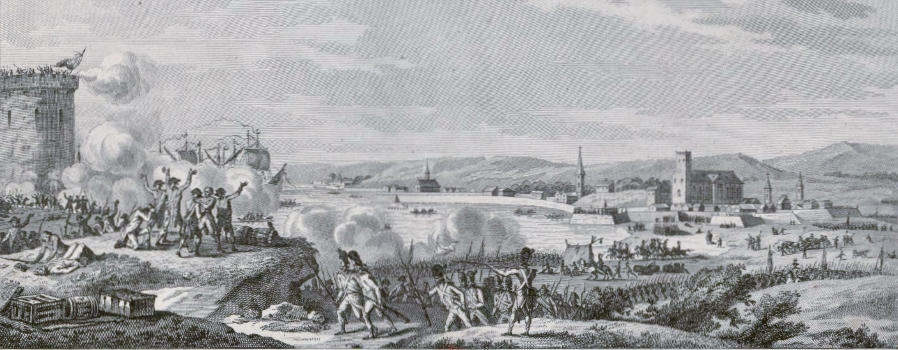
Claude-Nicolas Malapeau : "Victoire remportée par les Français, à Quiberon : le 21 juillet 1795, ou 3 thermidor an 3ème de la République" (estampe, 1902).

## Biographie
Élève de Moitte, Malapeau a dessiné et gravé plusieurs des vignettes-en-tête et des petits portraits de musiciens de l'Essai sur la musique par B. de La Borde, Paris, Pierres, 1780, 4 vol. in-4° ; c’est le graveur d’une des suites de figures pour Le Mariage de Figaro, d’après Saint-Quentin.
Son nom est associé aux Tableaux historiques de la Révolution française.

## Source
- Roger de Portalis, Les Graveurs du dix-huitième siècle, 2e part., Paris, D. Morgand et C. Fatout, 1877, p. 705-6.